# Бар'єри входу
Бар'є́ри вхо́ду (англ. Barriers to Entry) — економічні та технічні фактори, які не допускають або ускладнюють вихід на ринок або в галузь нових компаній, для того, щоб не створювати додаткової конкуренції для вже існуючих компаній.
Бар'єри входу обмежують конкуренцію і є джерелом цінової влади компанії — можливості компанії піднімати ціну не втрачаючи при цьому споживачів.
Термін бар'єри входу також застосовується до фізичних осіб, які мають намір розпочати певну професійну або підприємницьку діяльність.

## Визначення
Джордж Стіглер визначає бар'єр входу як «Вартість виробництва, що повинна заплатити фірма, яка прагне увійти на ринок, але не повинні платити фірми, що вже знаходяться на ньому».
Франклін Фішер визначає бар'єр входу так — «це щось, що запобігає входу, коли вхід є соціально прибутковим» .
Джо Бейн визначає бар'єром входу все, що дозволяє вже працюючим компаніям отримувати прибуток вище середнього без небезпеки входу.

## Бар'єри входу на ринок для компаній
Бар'єри входу на ринок для компаній включають:
- Реклама — Фірми що вже знаходяться на ринку можуть зробити важким появу нових конкурентів за рахунок високих витрат на рекламу, які нові компанії навряд чи зможуть оплатити. Ця теорія відома як «теорія реклами ринкової міці»[4]. Компанії, що вже працюють, за рахунок реклами створюють сприйняття споживачами відмінностей свого бренда від інших до такої міри, що споживачі вважають його товаром, що трохи відрізняється.[4] Через це продукти наявних компаній не можуть бути рівнозначно замінені продуктами компанії з новим брендом[4]. Для нових компаній це робить дуже складним залучення покупців.
- Управління ресурсами — Якщо компанія контролює необхідний ресурс для конкретної індустрії, то інші компанії не можуть вийти на цей ринок.
- Переваги, які не залежать від масштабу компанії — Володіння технологією, ноу-хау, переважний доступ до матеріалів, переважне географічне положення, крива навчання.
- Лояльність покупців — Великі компанії на ринку можуть мати лояльних покупців. Наявність сильних брендів може стати серйозним бар'єром входу.
- Домовленості з партнерами — Ексклюзивні домовленості з головними постачальниками або рітейлерами можуть створити проблеми для тих компаній, що виходять на ринок.
- Ефект масштабу — Більші компанії можуть виробляти товари з меншою собівартістю, ніж маленькі. Переваги у вартості можуть бути іноді швидко подолані за рахунок технологій.
- Державне регулювання економіки — Може утруднити вхід на ринок чи зробити неможливим. В крайньому випадку держава може зробити конкуренцію незаконною і встановити державну монополію. Вимоги ліцензій і дозволів також можуть підвищити обсяг необхідних інвестицій для входу на ринок.
- Нееластичний попит — Один із способів виходу на ринок — занижена вартість товарів щодо наявних на ринку. Однак ця стратегія неефективна, якщо покупці нечутливі до вартості товарів.
- Інтелектуальна власність — Вхід на ринок вимагає доступу до такої ж технології виробництва або know-how, що і у монополіста. Патенти дають компаніям легальне право заборонити іншим компаніям виробництво продукту на певний період і таким чином обмежити вихід на ринок. Патенти націлені на розвиток винаходів і НТП за рахунок стимулювання фінансової прибутковості цієї діяльності. Точно також товарний знак може стати бар'єром входу для конкретного продукту, коли на ринку домінує одне або декілька відомих імен.
- Інвестиції — особливо помітно в сферах з ефектом масштабу та/або природних монополіях.
- Мережевий ефект — Коли товар або послуга має вартість, що залежить від кількості клієнтів, у конкурентів виникають проблеми, оскільки вже працююча компанія має більшу базу клієнтів.
- Хижацька цінова політика[en] — домінуюча компанія продає товари собі в збиток, щоб ускладнити становище новим компаніям, не здатним витримати таке змагання з більш великою фірмою, що має запас власних коштів і більш легкий доступ до кредитів. У більшості країн заборонена законом, проте ці дії важко довести.
- Обмежувальна торгова практика, як наприклад авіатранспортні домовленості, що не дають можливості новим авіалініям отримати місця для посадки в деяких аеропортах.
- Переважний доступ до сировинних ресурсів — дозволяють отримати більшу маржу, ніж у нових гравців ринку, а також створювати конкурентам складності зриваючи графік поставок.
- Переважне географічне положення — розташування виробничих потужностей ближче до сировинних ресурсів або ринків збуту; вигідніше державне регулювання та оподаткування, дає перевагу в маржі, порівняно з конкурентами.
- НДДКР — Деякі товари, як-от мікропроцесори, вимагають значних інвестицій у технології, що стримує потенційних конкурентів.
- Безповоротні витрати — Безповоротні витрати не можуть бути отримані при виході з ринку. Через це вони підвищують ризик входу на ринок.
- Вертикальна інтеграція — Покриття компанією декількох рівнів виробництва дозволяє повністю доводити продукт до необхідних кондицій на кожному рівні, що ускладнює виробництво товарів такої самої якості для нових учасників ринку.

## Бар'єри входу на ринок праці для фізичних осіб
Приклади бар'єрів входу на ринок праці для фізичних осіб включають освіту, ліцензування або квоту на число працівників конкретної професії.
З одного боку, ці бар'єри повинні гарантувати, що люди, які виходять на цей ринок, мають необхідну кваліфікацію, з іншого боку, це знижує конкуренцію на ринку. Також через це з'являється ефект додаткової вартості професіоналів деяких сфер.

## Бар'єри входу і структура галузі
1. Досконала конкуренція: бар'єри входу повністю відсутні;
2. Монополістична конкуренція: низькі бар'єри входу;
3. Олігополія: високі бар'єри входу;
4. Монополія: бар'єри входу від дуже високих до абсолютних.